# دومينيك يانسن
دومينيك يانسن (بالألمانية: Dominik Jansen)‏ (30 يناير 1982 مونشنغلادباخ ألمانيا - ) هو لاعب كرة قدم ألماني يلعب كمهاجم.

## روابط خارجية
- دومينيك يانسن على موقع قاعدة بيانات كرة القدم.إي يو (الإنجليزية)
- دومينيك يانسن على موقع بيانات كرة القدم. دي إي (الألمانية)
- دومينيك يانسن على موقع عالم كرة القدم.نت (الإنجليزية)